# 제너럴 아토믹스 어벤저

제너럴 아토믹스 어벤저(General Atomics Avenger)는 미국의 스텔스 무인 공격기이다.

## 역사
제너럴 아토믹스는 1톤 MQ-1 프레데터, 5톤 MQ-9 리퍼에 이어 8톤 어벤저를 개발했다. 프레데터(프레데터-A), 리퍼(프레데터-B)는 터보프롭 엔진을 사용하지만, 즉 프로펠러를 사용하지만, 어벤저(프레데터-C)는 터포팬, 즉 제트엔진을 사용한다.
스텔스 기능을 갖춘 어벤저는 프레데터 파생형 중 가장 성능이 뛰어나다. 프레데터 시리즈 중 최대 이륙중량을 자랑하며, 스텔스 임무에 맞게 S자 형태의 매끄러운 외형을 갖추고 있다. 기체 상부에는 터보팬 엔진도 탑재했다. 리퍼의 ‘헌터-킬러’에 장거리 및 중무장 능력을 갖춘 스텔스 무인기다. 미군은 ‘프레데터 C 어벤저-ER’도 개발했는데, 리퍼보다 50% 더 빠르고 더 높이 날 수 있기 때문에 적의 레이더망을 완전히 무력화할 수 있다는 평가를 받고 있다.
- 프레데터 A, MQ-1 프레데터, 무게 1톤
- 프레데터 B, MQ-9 리퍼, 무게 5톤
- 프레데터 C, MQ-20 어벤저, 무게 8톤, 스텔스, 제트엔진

2017년 초, 인도 공군은 미국 제너럴 아토믹스가 개발 중인 공격용 무인기 프레데터 C '어벤저' 80∼100대 구매를 원한다고 미국 정부에 요청했다.

## 내부무장창
1톤 MQ-1 프레데터(프레데터-A), 5톤 MQ-9 리퍼(프레데터-B)와 달리, 어벤저(프레데터-C)는 스텔스 전투기의 특징이라는 내부무장창을 갖고 있다. 3500파운드까지 폭탄을 장착할 수 있는데, 1991년 걸프전에서 악명높은 2000파운드 GBU-27 페이브웨이 III 폭탄 한 발을 장착할 수 있다.

## 일본
2018년 5월 9일, 제너럴 아토믹스는 일본 나가사키(長崎)현 이키(壹岐)시에 있는 이키공항에서 3주일 동안 MQ-9 가디언(프레데터-B) 시험비행을 했다. 일본이 구매할 것이라고 한다.
일본이 북한 미사일 기지와 이동식 발사대 등을 정밀 타격할 수 있는 미국제 최신형 스텔스 무인 공격기 '어벤저' 20여 대를 오는 2023년쯤부터 항공자위대에 도입하는 방안을 추진 중인 것으로 알려졌다.
일본이 도입을 추진 중인 가디언과 어벤저는 모두 세계 중고도 무인기 시장의 절대강자인 미 제너럴 아토믹스 ASI사 제품이다.

## 참수작전
김정은 참수작전에 가장 적합한 무인공격기로 어벤저가 지적되고 있다. 보복 핵공격을 당해 멸망할 견해이기는 하지만, 어벤저의 성능을 그렇게 높게 평가하고 있다.

## 어벤저-ER
2016년, 제너럴 아토믹스는 어벤저를 개량해 체공시간 18시간을 20시간으로 늘린 어벤저-ER을 개발했다. 내부무장창의 폭탄이 3500파운드에서 3000파운드로 줄었다.

## 레이저포
2016년, 미 방산업체 제너럴아토믹스는 150kW 출력의 레이저 무기를 차세대 드론인 어벤저(프레데터 C형)에 장착하는 방법을 개발하고 있다. 이 드론은 최고 마하 1.35로 비행하며, 최고 비행고도는 15.24km, 체공시간은 최장 18시간이나 된다. 이 회사는 지난 15년간 레이저포 연구도 해왔다. 제너럴아토믹스는 현재 이 레이저포를 뉴멕시코주 미사일 시험장 화이트샌즈에서 시험하고 있다.
제너럴 아토믹스는 DARPA와 함께 HELLADS를 개발중이다.

## 같이 보기
- MQ-1 프레데터
- MQ-1C 그레이 이글
- MQ-9 리퍼
- WZ-7
- 크레이토스 XQ-58 발키리
- 수호이 S-70 아호트니크-B